# Лэнгстон, Питер
Питер Лэнгстон — американский программист, создатель компьютерных игр, а также музыкант и композитор. Известен как основатель и первый сотрудник Lucasfilm Games, автор игры Empire, а также своими работами в области автоматического генерирования музыки.

## Биография
Учился в Рид-колледже. Во время учебы увлекся музыкой и играл на гитаре в группе «The Portland Zoo», исполнявшей музыку в оригинальном стиле, который включал элементы Джаза-мануша, венгерской народной музыки, блюза и многих других направлений и жанров. Группа пользовалась популярностью в Портленде и просуществовала до 1971 года. После окончания учёбы, Лэнгстон преподавал информатику и звукозапись в Колледже Вечнозелёного штата.
В 1972 году, работая в Колледже Вечнозелёного штата, Лэнгстон создал компьютерную игру Empire — один из первых компьютерных варгеймов. С 1973 по 1975 годы играл в акустической группе «Entropy Service». В 1974 году начал работать в Гарвардском университете UNIX-инженером. После Гарварда занимался компьютеризацией различных юридических фирм, сначала в Бостоне, а затем в Нью-Йорке. При этом обязательным условием Лэнгстона была возможность использовать компьютеры в личных целях для создания собственных компьютерных игр.
В 1982 году, когда Лэнгстон работал на Уолл-Стрит в юридической фирме Davis-Polk, Эд Катмулл пригласил его, чтобы тот организовал и возглавил группу для создания компьютерных игр в составе Lucasfilm. Сначала он отказался, но вскоре передумал. Команда, которую собрал Лэнгстон, получила название Lucasfilm Games. Позже подразделение было переименовано в LucasArts.
Лэнгстону и собранной им команде была предоставлена полная творческая свобода. В Lucasfilm Games он работал над её двумя первыми проектами — Ballblazer и Rescue on Fractalus!. Для игры Ballblazer Лэнгстон создал систему автоматического фрактального генерирования музыки. Будучи музыкантом, он сам записал музыкальные фрагменты в стиле джаз и стандартную басовую партию, из которых алгоритм генерировал уникальное музыкальное сопровождение. Сгенерированная таким образом музыка не повторялась и реагировала на происходящее в игре. По заявлению самого Лэнгстона, эта система на тот момент не имела аналогов в индустрии. Помимо этого, Лэнгстон записал звуковые эффекты, спроектировал искусственный интеллект, а также работал над игровой механикой. Для  игры Rescue on Fractalus! он придумал концепцию и написал музыкальное сопровождение.
Лэнгстон получил предложение позиции исследователя в Лабораториях Белла и Bell Communications Research (Bellcore) и покинул Lucasfilm. По его собственному заявлению, это было вызвано тем, что разработка игр превратилась в рутину. В Лабораториях Белла и Bellcore он продолжил заниматься изучением автоматического генерирования музыки и компьютерной графики.
В 1990-х годах оставил сферу информационных технологий, чтобы полностью посвятить себя музыкальным проектам.